# Lars van Sloun
Lars van Sloun (* 18. Mai 1990 in Brunssum) ist ein niederländischer Eishockeyspieler, der bei den Laco Eaters Geleen in der belgisch-niederländischen BeNe League unter Vertrag steht.

## Karriere

### Clubs
Lars van Sloun, der aus der Kleinstadt Brunssum in der niederländischen Provinz Limburg stammt, begann seine Karriere als Eishockeyspieler im nahegelegenen Geleen bei den dortigen Eaters, für die er bis heute spielt. Mit dem Team aus dem limburgischen Industrieort gewann er 2010 den niederländischen Eishockeypokal und 2012 den niederländischen Meistertitel. Bis 2015 spielte er mit seiner Mannschaft in der niederländischen Ehrendivision. Nachdem diese mit der belgischen Ehrendivision zusammengelegt wurde, nimmt er mit den Eaters am Fusionsprodukt BeNe League teil.

### International
Van Sloun gewann mit der niederländischen Mannschaft bei der U-18-Weltmeisterschaft 2007 die Gruppe B der Division II und erreichte damit den Aufstieg in die Division I. Dort mussten die Oranjes um van Sloun im Folgejahr allerdings nach fünf Niederlagen in fünf Spielen den sofortigen Abstieg hinnehmen. 2009 stand er für seine Farben dann bei der WM der U-20-Junioren ebenfalls in der Division I auf dem Eis.
Mit der Herren-Nationalmannschaft seines Landes nahm er an den Weltmeisterschaften der Division I in den Jahren 2010, 2011, 2012 und 2013 teil.

## Erfolge und Auszeichnungen
- 2007 Aufstieg in die Division I bei der U-18-Weltmeisterschaft, Division II, Gruppe B
- 2010 Niederländischer Pokalsieger mit Ruijters Eaters Geleen
- 2012 Niederländischer Meister mit Ruijters Eaters Geleen

## Statistik
(Stand: Ende der Spielzeit 2017/18)